# 利戈
利戈（Leego），是一個索马里下謝貝利州的城鎮。利戈的位置大約是萬萊文以北44公里，布尔哈卡巴以東54公里。

## 人口統計
在利戈占优势的主要居民，是索馬利亞當地的氏族Hubeer。